# Distretto di Nagaur
Il distretto di Nagaur è un distretto del Rajasthan, in India, di 2 773 894 abitanti. È situato nella divisione di Ajmer e il suo capoluogo è Nagaur.